# Fraude de clicks
El fraude de clicks o click fraudulento (del inglés click fraud) consiste en inflar fraudulentamente el número de clics en anuncios con pago por click.
Se estima que prácticamente un tercio del tráfico generado por publicidad en redes publicitarias procede de botnets.
Es habitual que las plataformas de publicidad, como el buscador Google, creen mecanismos para evitar el fraude de clics con el objetivo de mantener su reputación y satisfacer a sus clientes.
La publicidad online es un mercado muy accesible que involucra a una amplia variedad de participantes y, por lo tanto, tiene pocas o ninguna barrera para los delincuentes. Como resultado, los delincuentes han establecido varios métodos para producir clics publicitarios falsos, con el objetivo de obtener ganancias y perjudicar a los anunciantes. Se estima que esto cuesta a los anunciantes cientos de millones de dólares cada año.

## Motivación
Las motivaciones para hacer este tipo de fraude son principalmente:
- Anunciantes que intentan sabotear a sus competidores aumentando sus costos y reduciendo el número de clics legítimos.[1]
- Publicadores de anuncios que hacen clic en los anuncios que se muestran en sus propios sitios para generarse más ingresos.[1]

## Formas de hacerlo
Este tipo de fraude puede hacerse:
- Manualmente. Fáciles de detectar analizando el origen, el navegador utilizado o el comportamiento del que hace click.[2][1]
- Automáticamente. Normalmente hace uso de botnets que permiten hacer campañas a gran escala y que simulan mejor que los comportamientos de los que hacen click de forma lícita.[2]

## Organización
El fraude de clics puede ser tan simple como que una persona cree un pequeño sitio web, lo convierta en un editor de publicidad y haga clic en esos anuncios para obtener ingresos. A menudo, la cantidad de clics y su valor son tan bajos que el fraude pasa desapercibido. Los editores pueden afirmar que una pequeña cantidad de tales clics son accidentales, lo cual suele ser el caso.
Fraudes a gran escala también ocurren en comunidades de cibercriminales. Aquellos que llevan a cabo fraudes a gran escala a menudo ejecutan scripts que simulan un clic humano en los anuncios de las páginas web. Un tipo de fraude que evade la detección basada en patrones de IP utiliza el tráfico de usuarios existente y lo convierte en clics o impresiones. Las VPN (redes privadas virtuales) y los servidores proxy ocultan la verdadera ubicación del usuario al enrutar su tráfico de internet a través de servidores en diferentes lugares. Los estafadores a menudo utilizan estas herramientas para ocultar su ubicación, lo que hace más difícil detectar y bloquear sus actividades. Sin embargo, esta misma táctica puede ser utilizada en su contra mediante la ubicación precisa. El uso de marcos de tamaño 0 y otros métodos que involucran visitantes humanos también puede combinarse con el uso de tráfico incentivado, donde los participantes de los sitios "Paid to Read" (PTR) reciben pequeñas cantidades de dinero (a menudo fracciones de centavo) por visitar un sitio web y/o hacer clic en palabras clave y resultados de búsqueda, a veces cientos o miles de veces al día. Algunos propietarios de sitios PTR participan en sistemas PPC y pueden enviar muchos anuncios a los usuarios que realizan búsquedas, y pocos anuncios a quienes no lo hacen. Lo hacen principalmente porque el pago por clic en los resultados de búsqueda suele ser la única fuente de ingresos para el sitio. El crimen organizado puede manejar esto teniendo muchas computadoras con sus propias conexiones a Internet en diferentes ubicaciones geográficas. A menudo, los scripts no simulan un comportamiento humano real, por lo que las redes de crimen organizado utilizan código troyano para convertir las máquinas de una persona normal en computadoras zombi, y usan redireccionamientos esporádicos o envenenamiento de caché DNS para convertir las acciones de un usuario desprevenido en acciones que generan ingresos para el estafador. Puede ser difícil para los anunciantes, las redes publicitarias y las autoridades emprender acciones legales contra redes de personas dispersas en diferentes países.